# Cristina Sánchez
Cristina Sánchez de Pablos, född 20 februari 1972 i Madrid, är en spansk före detta  tjurfäktare.
Cristina Sánchez var aktiv 1993-1999 och fäktade mot sammanlagt 316 tjurar.